# Lamkowo
Lamkowo [lamˈkɔvɔ] (tiếng Đức: Groß Lemkendorf) là một ngôi làng thuộc khu hành chính của Gmina Barczewo, thuộc huyện Olsztyński, Warmińsko-Mazurskie, ở miền bắc Ba Lan. Nó nằm khoảng 10 kilômét (6 mi) phía bắc Barczewo và 20 km (12 mi) về phía đông bắc của thủ đô khu vực Olsztyn.
Làng có dân số 100 người.

## Liên kết
- Kreisgemeinschaft Allenstein-Land e. V.
- Kirchspiel Groß Lemkendorf